# James Aiden O'Brien Quinn
 (janvier 2024).
Si vous disposez d'ouvrages ou d'articles de référence ou si vous connaissez des sites web de qualité traitant du thème abordé ici, merci de compléter l'article en donnant les références utiles à sa vérifiabilité et en les liant à la section « Notes et références ».
Pour les articles homonymes, voir O'Brien et Quinn.
James Aiden O'Brien Quinn, QC, né le 3 janvier 1932 en Irlande et mort le 28 décembre 2018, est un avocat et juge britannique. Au cours de sa carrière, il a été juge au Cameroun, aux Seychelles, à Kiribati, aux îles Salomon, au Botswana et au Royaume-Uni. 

## Biographie
Fils de William Patrick Quinn, commissaire de la Garda Síochána, et de Helen Mary (née Walshe), O'Brien Quinn a fait ses études au Presentation College, à Bray, et au University College Dublin, à Dublin, où il a obtenu un BA et un LLB (Hons). De 1949 à 1953, il a travaillé pour la National City Bank, à Dublin.
Appelé au barreau irlandais en 1957, il a exercé dans le cadre d'un programme du ministère des Colonies de 1958 à 1960, date à laquelle il est devenu Crown Counsel et Acting Senior Crown Counsel au Nyassaland. En 1964, il devient Procureur général adjoint et Procureur général par intérim du Cameroun occidental, et en 1966, il devient Procureur général du Cameroun occidental et Avocat général de la République fédérale du Cameroun. De 1968 à 1972, il est Conseiller de la Cour Fédérale de Justice, Juge à la Cour Suprême du Cameroun occidental, Conseiller Technique (Harmonisation des Lois), au Ministère de la Justice à Yaoundé, et Président du Tribunal Administratif du Cameroun occidental. En 1967, il a été admis au barreau anglais de l'Inner Temple.
De 1972 à 1976, O'Brien Quinn a été procureur général des Seychelles et du territoire britannique de l'océan Indien, devenant conseiller de la reine des Seychelles en 1973. Il a également été membre des conseils législatif et exécutif, ainsi que du Parlement des Seychelles, avant et après l'indépendance. Il a été gouverneur adjoint par intérim en 1975, membre de la délégation officielle sur l'autonomie en 1975, et sur les constitutions de l'indépendance en 1976. De 1975 à 1976, il a collaboré avec le professeur A. G. Chloros à la traduction et à la mise à jour du Code Napoléon. Il a été Chief Justice des Seychelles de 1976 à 1977, date à laquelle il a été expulsé du pays lors du coup d'État des Seychelles de 1977.
Après son expulsion des Seychelles, O'Brien Quinn devient Chief Justice des îles Gilbert (Kiribati à partir de 1979), de 1977 à 1981, où il met en place un nouveau système judiciaire. Il a été membre du Conseil d'État de 1979 à 1981. Il a également été juge à la Haute Cour des îles Salomon de 1977 à 1979. En 1981, il a occupé le poste de procureur spécial dans les îles Malouines.
O'Brien Quinn devient Chief Justice du Botswana en 1981 et prend sa retraite en 1987. Après avoir brièvement travaillé comme conseiller en investissement, il a été en Angleterre arbitre du Tribunal d'appel de l'immigration de 1990 à 1993, vice-président du Tribunal d'appel de l'immigration de 1996 à 2004, et membre de la Commission spéciale d'appel de l'immigration de 1998 à 2002.
O'Brien Quinn a été fait Chevalier de l'Ordre de la Valeur de la République du Cameroun en 1967, et a reçu la médaille de l'indépendance de Kiribati en 1979.

## Famille
Quinn a épousé Christel Tyner en 1960 ; ils ont eu deux fils et une fille.